# Décors de Bobino
Le décor de l'émission Bobino évolue avec le temps. Différents castelets représentant divers commerces ont été imaginés par l'auteur Michel Cailloux.  Bien que l'on réfère à la maison de Bobinette, de temps à l'autre au cours de la série, dans les faits elle n'a jamais été présentée à l'émission,.

## Premières années
Dans les quelques textes de l'émission datant de novembre 1960, il y est fait mention du décor uniquement par Chez Bobino et que Bobinette rentre ou sort du castelet sans aucune description précise sinon le fait qu'il y ait un comptoir.  Dans les faits, les premiers castelets de Bobinette n’étaient pas des constructions en 3 dimensions comme celles qui ont suivi par la suite.  C’étaient des constructions planes où seule une porte fonctionnelle était incorporée permettant à Bobinette d’entrer ou de sortir du castelet.

## Le bureau de poste
Saison 1962-1963.

## Le laboratoire de recherche
Saison 1963-1964. C'est dans le décor du laboratoire de recherche que s'est tourné le millième épisode de Bobino et qui fut diffusé le 12 mars 1964.

## Le magasin général
Saison 1964-1965. Le télé-horaire La Semaine à Radio-Canada indique l'ouverture du magasin général le 19 octobre 1964.  Les textes de l'émission couvrant la période d'octobre 1964 à avril 1965 font référence au magasin général et également au grenier de Bobino.

## L'Auberge
Bobino et Bobinette furent propriétaire d'une auberge pendant les saisons 1965-1966 à 1967-1968.
Par la suite, cette auberge fut revendue à M. Plumeau.

## La Librairie
Saisons 1968-1971. La librairie ouvre ses portes le 14 octobre 1968 et porte le nom de "Librairie Gustave et compagnie".

## L'Agence de Voyage
Saisons 1971-1972 et 1972-1973.

## Le Centre musical

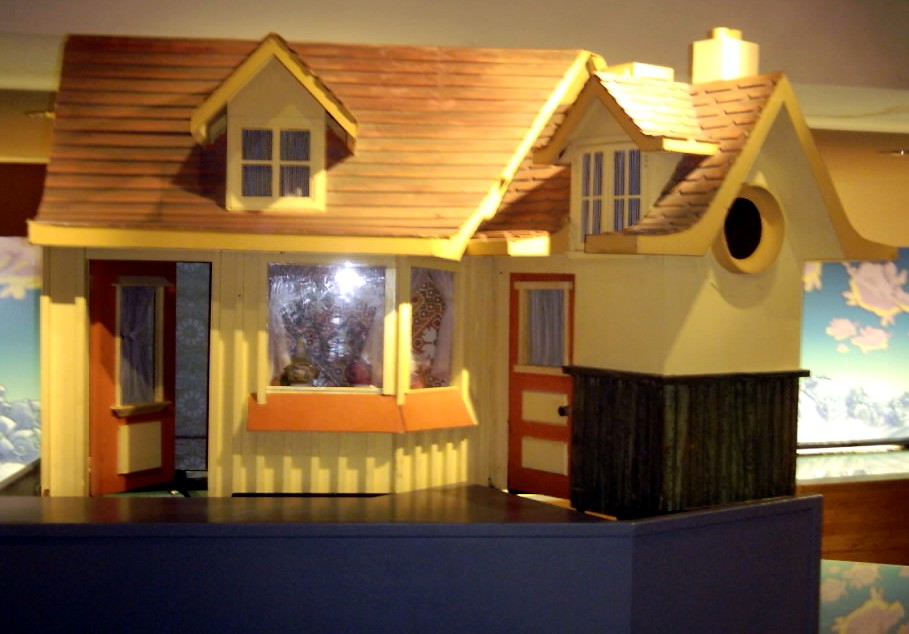
Le Centre musical à la Maison de Radio-Canada à Montréal.

Saisons 1973-1975. Il ouvre ses portes le 3 septembre 1973 et porte le nom de "Centre Musical Bobino, Gustave et compagnie". Durant la saison 1974-1975, une annexe fut construite au Centre Musical.
Le télé horaire Ici Radio-Canada décrit l’environnement comme suit :
"Cette année, Bobino et Bobinette se veulent « dans la note » et plus que jamais « en harmonie » avec les enfants.  Pour réaliser leur rêve, ils deviendront tout simplement marchands de musique.  Dans la plus ravissante des petites boutiques et le plus joli des kiosques à musique, ils offriront aux jeunes téléspectateurs de Radio-Canada des disques, des partitions musicales et des instruments: guitare, violon, harmonica, flûte et, qui sait? peut-être des pianos, s'ils ont assez d’espace pour en entreposer au Centre Musical Bobino, Gustave et compagnie."
Plusieurs éléments de décoration furent retirés du Centre Musical. Originellement, la vitrine présentait une guitare et un violon, ainsi qu'une reproduction miniature de la pochette de Bobino: Stade 1.  Sur les linteaux de la vitrine, il y avait deux inscriptions: la première inscription était Centre Musical et la deuxième Bobino, Gustave et Cie.  Finalement, un Cor d'harmonie était suspendu par une structure fixée à la cheminée de droite, au-dessus de la vitrine.  Il servait d'enseigne,. 
Aujourd'hui, le castelet principal du Centre Musical ainsi que les 2 modèles réduits qui ont servi pour la construction des castelets, peuvent être admirés au musée à la Maison de Radio-Canada, à Montréal. Depuis la fin de la série, il manque tous les ornements dorés qui était sur chacun des pignons de fenêtres, la cheminée de droite qui était jadis au-dessus de la vitrine, et également le chapeau de la cheminée de gauche. Des rideaux ont été installés aux fenêtres des portes.

## Le Centre Sportif
Saisons 1975-1976. En studio, aux côtés du Centre sportif, se trouvait le castelet du Centre Musical ainsi que son annexe. 
Un nouveau comptoir très long fut bâti avec la façade peinte en vert et le dessus orangé. Une bande horizontale jaune ainsi que des cercles rouge ornaient la façade.  
La maquette en modèle réduit du castelet est en démonstration au musée de la Maison de Radio-Canada à Montréal.

## La ferme du Vieux Moulin

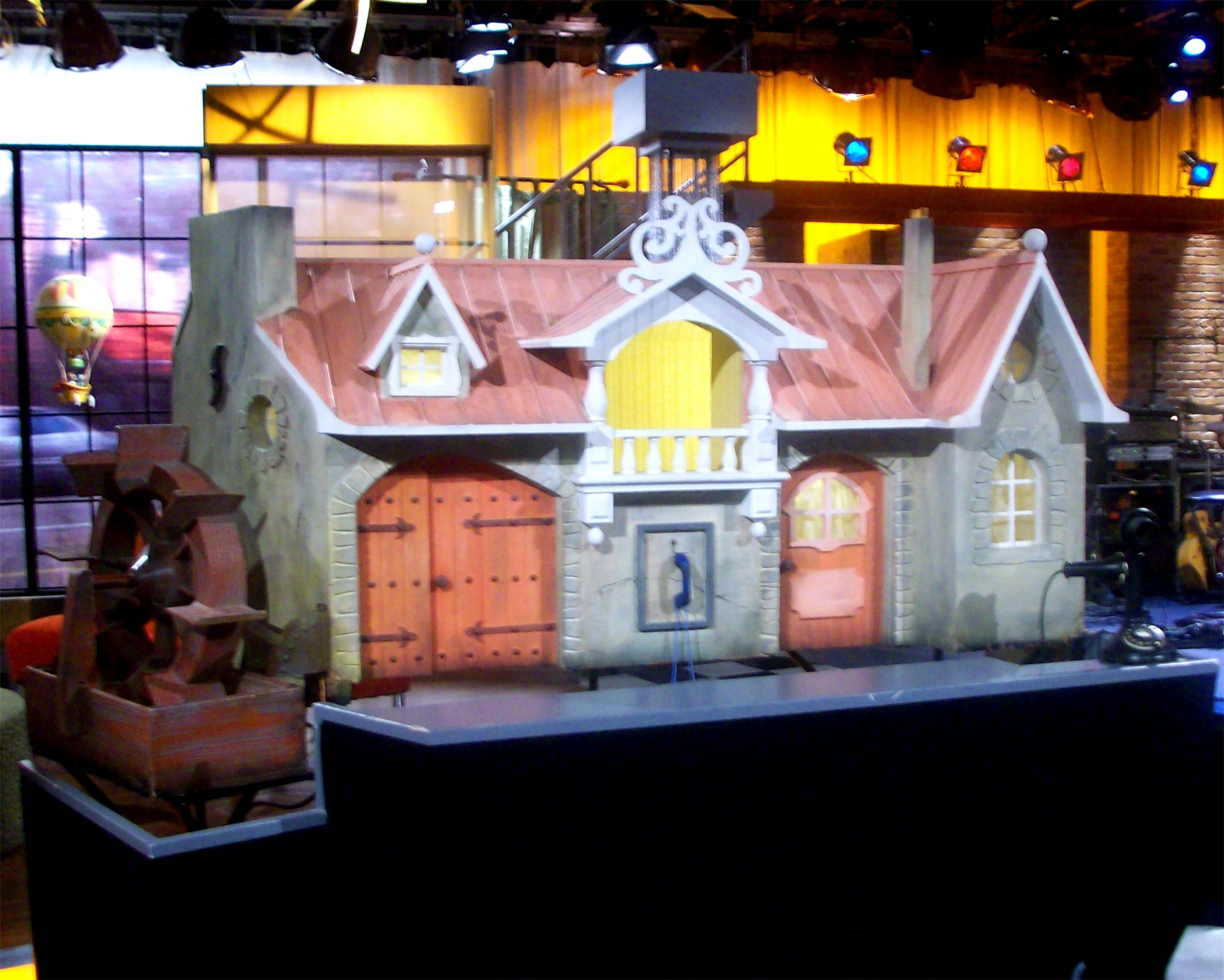
La ferme du Vieux Moulin à la Maison de Radio-Canada à Montréal.

Saisons 1977 à 1985. Un nouveau castelet vient remplacer celle du décor du Centre Sportif. On conserve le même comptoir et les deux castelets du Centre Musical.  Pour les vacances de Noël et celles de l'été, Bobino et Bobinette quitteront le Centre Récréatif pour un séjour à la ferme du Vieux Moulin.
Le castelet était un moulin à farine.
Le castelet de Bobinette ainsi que la maquette de celle-ci, sont aujourd'hui conservés au musée de Radio-Canada.

## Le Centre Récréatif
Saisons 1982-1985. Le centre porte le nom de "Centre Récréatif Bobino, Bobinette, Gustave et compagnie". 
Il y a eu deux castelets pour Bobinette du Centre Récréatif.  
Le premier de style victorien avec pignons et lucarnes, peinte en tons de brun et or.  Un nouveau comptoir fut construit et peint en faux-bois.  Par la suite, le castelet fut repeint en bleu, brun, blanc et or (repeint par le général Garde-À-vous). Le comptoir quant à lui fut recouvert de tapis de couleur sable.  
À la dernière saison de la série, un nouveau castelet remplaça le premier. Ce castelet construit de manière plus sobre avait un long balcon pour le 2e étage. Les cadres des portes et des fenêtres avaient des coins arrondis et peints dans une couleur orangée.  Il était réversible. Et pour la première fois, les téléspectateurs pouvaient voir l'intérieur du castelet de Bobinette.  
De chaque côté du castelet, Bobinette disposait d'un gymnase et d'un petit théâtre, qui lui aussi fut remplacé pour la dernière saison.
Ces deux castelets du Centre Récréatif ont été réalisées par Edmondo Chiodini.